# Gongora ilense
Gongora ilense är en orkidéart som beskrevs av Mark Whitten och Rudolph Jenny. Gongora ilense ingår i släktet Gongora och familjen orkidéer.
Artens utbredningsområde är Ecuador. Inga underarter finns listade i Catalogue of Life.